# Приколотнянське водосховище
 Приколотнянське водосхо́вище — невелике руслове водосховище на річці Хотімля (ліва притока р. Сіверський Донець). Розташоване в Вовчанському районі та Великобурлуцькому районі Харківської області.
- Водосховище побудовано в 1954 році за проектом Проєктної контори Управління Південної залізниці.
- Призначення — водопостачання технічною водою підприємств і організацій селища Приколотне.
- Вид регулювання — багаторічне.

## Основні параметри водосховища
- нормальний підпірний рівень — 100,0 м;
- форсований підпірний рівень — 101,25 м;
- рівень мертвого об'єму — * повний об'єм — 0,779 млн м³;
- корисний об'єм — 0,755 млн м³;
- площа дзеркала — 33,8 га;
- довжина — 1,3 км;
- середня ширина — 0,15 км;
- максимальні ширина — 0,50 км;
- середня глибина — 2,3 м;
- максимальна глибина — 5,8 м.

## Основні гідрологічні характеристики
- Площа водозбірного басейну — 25 км².
- Максимальні витрати води 1 % забезпеченості — 9,8 м³/с.

## Склад гідротехнічних споруд
- Глуха земляна гребля довжиною — 175 м, висотою — 8,0 м, шириною — 8 м. Закладення верхового укосу — 1:3,5, низового укосу — 1:1.
- Багатоступінчатий перепад. Довжина виступу перепаду кожної сходинки — 6 м.

## Використання водосховища
Водосховище використовується для технічного водопостачання селища Приколотне. Обслуговує комунальне підприємство «Водопостач».